# Georg Gugler von Zeilhofen
Georg Gugler von und zu Zeilhofen (*  18. April 1615 in Brixen; † 12. Oktober 1669 in Zeilhofen) war ein reicher Kaufherr und Mitglied des Inneren Rates in München. Er wurde später geadelt.

## Leben
Georg Gugler stammte aus der Südtiroler Kaufmannsfamilie Gugler, zog als Sohn der aus München stammenden Rosina Ilmberger aber nach München und heiratete dort im Münchner Dom am 19. Oktober 1637 Elisabeth Haffner. Er wurde Mitglied des Inneren Rates in München und galt bald als einer der reichsten Bürger Münchens. 1652 bereits vom Kaiser nobilitiert, wurde er 1660 auch vom bayerischen Kurfürsten Ferdinand Maria geadelt. Sein Wohnsitz war ab 1664 Schloss Zeilhofen. Georg Gugler starb am 12. Oktober 1669 in Zeilhofen und ist in der von ihm aus eigenen finanziellen Mitteln 1666 errichteten Antoniuskirche in Zeilhofen im Schatten des Hochaltares begraben.

## Nachkommen
Sein Sohn Georg Gugler der Jüngere von und zu Zeilhofen starb am 18. Dezember 1675 ebenfalls in Zeilhofen, das ab Ende 1674 eine geschlossene Hofmark bildete. Am 11. September 1716 ging die Hofmark Zeilhofen von Franz Xaver Gugler an den Freisinger Fürstbischof Johann Franz von Eckher, also an das Hochstift Freising.